# Punta Marmottere
La Punta Marmottere (3.384 m s.l.m.) è una montagna delle Alpi Graie (sottosezione Alpi di Lanzo e dell'Alta Moriana) situata sul confine italo-francese. Sulla cartografia ufficiale francese la montagna è nota come Mont Tour ed è quotata 3385 m.
La porzione italiana della montagna appartiene al comune di Novalesa, quella francese è divisa tra Bessans e Lanslebourg-Mont-Cenis; i confini dei tre comuni convergono sulla cima.

## Descrizione

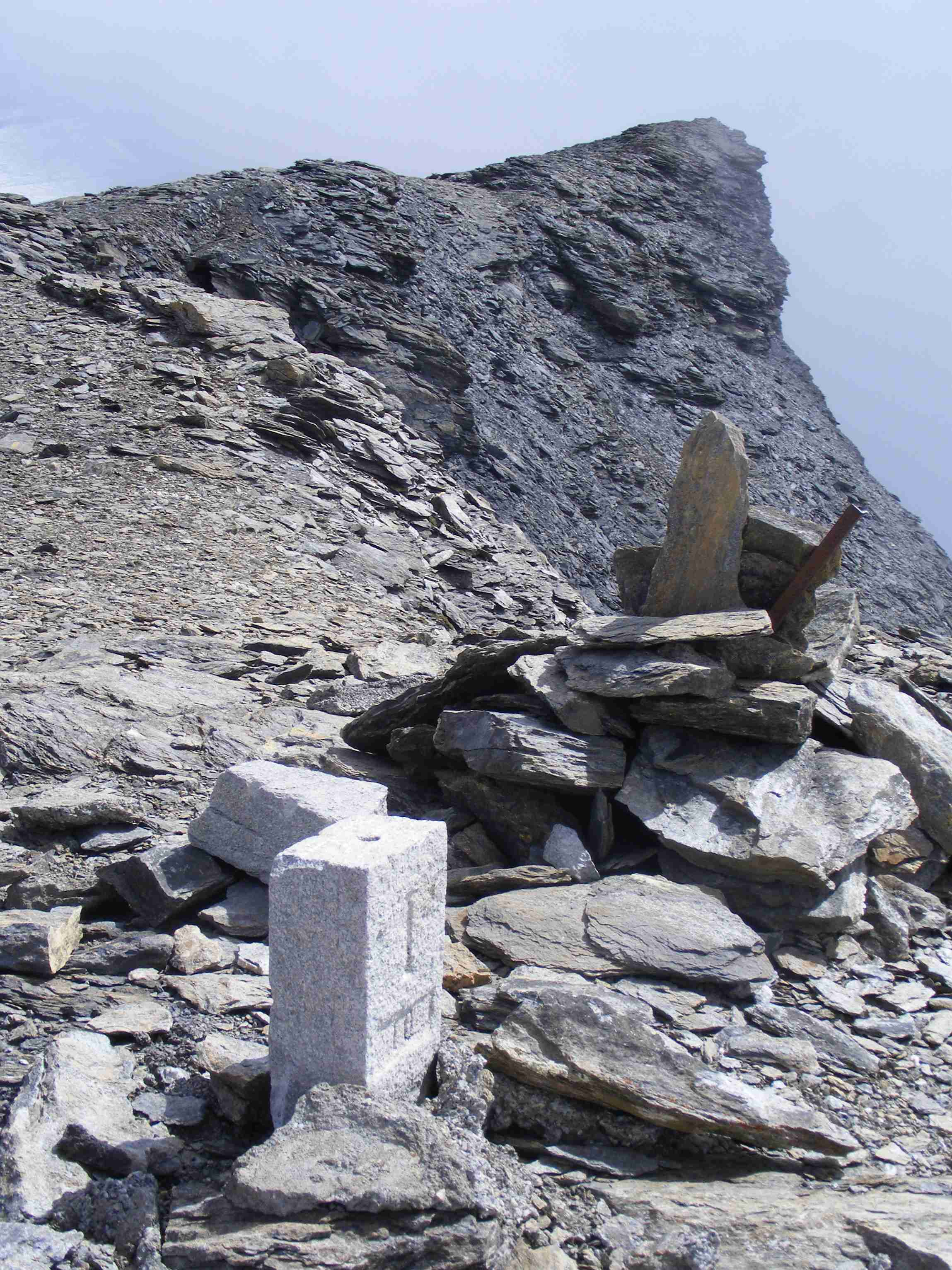
Il cippo di confine in vetta alla montagna

La Punta Marmottere è collocata sullo spartiacque Dora Riparia-Arc; è separata dalla vicina Punta Novalesa (3.319 m) da una largo avvallamento detritico e dalla Rocca Tour (3.175 m) da un colletto localmente denominato Passo delle Marmottere.
La montagna presenta un versante nord-est detritico nella parte superiore e che più a valle si affaccia su quanto rimane del Ghiacciaio del Rocciamelone con una balza rocciosa; il versante sud-ovest, rivolto verso la Val Cenischia, alterna invece tratti di sfasciumi a zone più aspre e dirupate.
In vetta oltre a un cippo di confine eretto nel 1963 è presente un modesto ometto di pietrame.
Il punto culminante della montagna è di una certa importanza topografica perché a partire dal Trattato di Parigi (1947) da esso il confine italo-francese si stacca dallo spartiacque principale e piega decisamente in direzione sud-ovest scendendo verso il Torrente Cenischia.
Il confine torna a coincidere con lo spartiacque sul lato opposto della valle in prossimità della Punta Tricuspide (comune di Giaglione).

## Accesso alla vetta

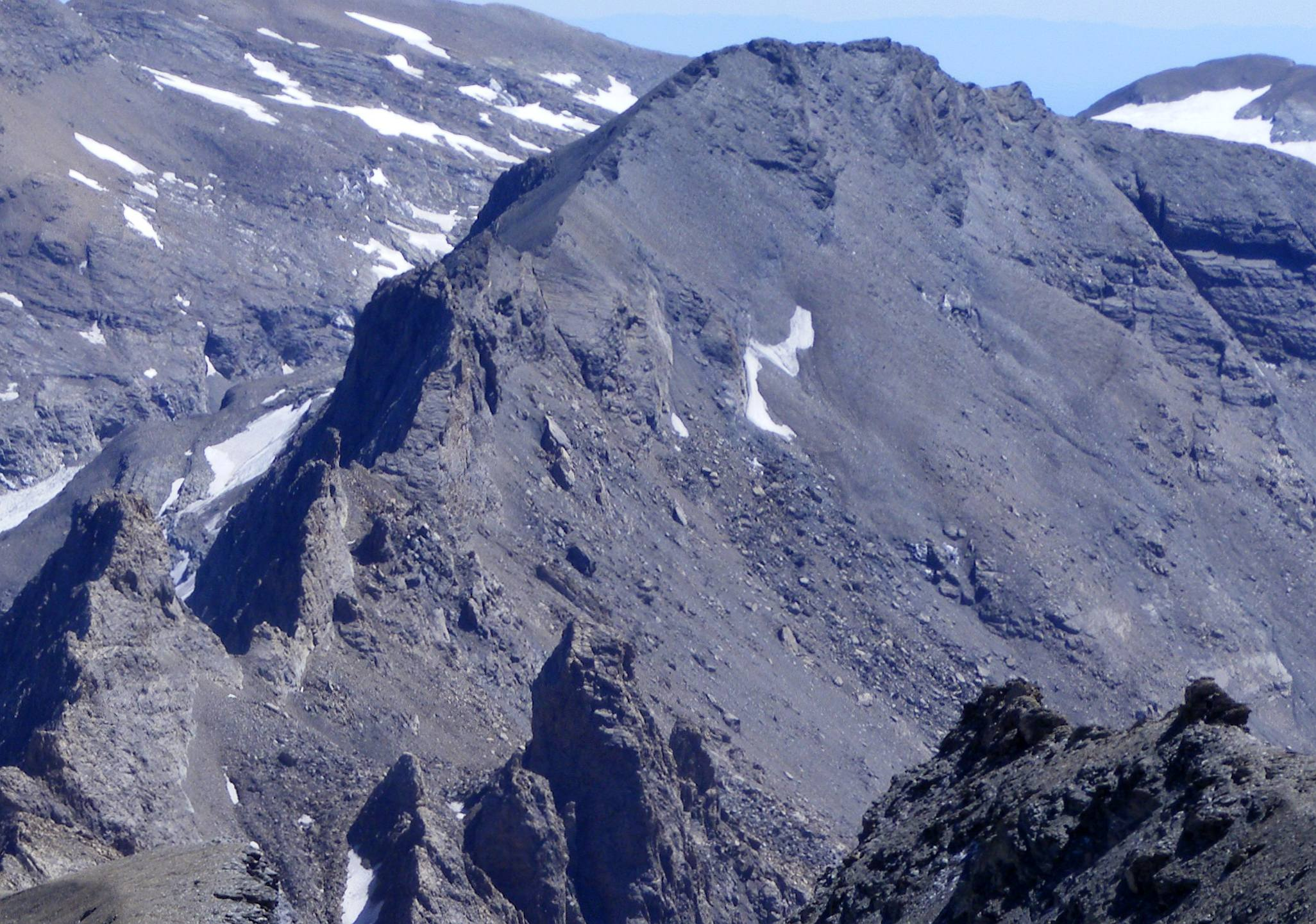
La montagna vista dalla Punta Lamet

La vetta è accessibile dalla Punta Novalesa per la detritica cresta sud-est oppure per il versante sud-occidentale partendo da un tornante della strada RN6 poco a valle del Colle del Moncenisio.